# Stazione di Ori
Ori (오리역 - 梧里驛, Ori-yeok ) è una stazione ferroviaria servita dalla linea Bundang della Korail. La stazione si trova nel quartiere di Bundang-gu, a Seongnam, città della regione del Gyeonggi-do, in Corea del Sud.

## Linee
Korail
■ Linea Bundang (Codice: K232)

## Struttura
La stazione è realizzata in sotterranea, con due marciapiedi a isola e quattro binari passanti, protetti da porte di banchina. Si tratta della prima stazione sotterranea a quattro banchine realizzata in Corea del Sud.
| 1-2 | ■ Linea Bundang | per Giheung, Mangpo e Suwon                |
| 3-4 | ■ Linea Bundang | per Bokjeong, Suseo, Seolleung e Wangsimni |

## Stazioni adiacenti
| «             | Servizio        | »             |
| Linea Bundang | Linea Bundang   | Linea Bundang |
| ------------- | --------------- | ------------- |
| K231 Migeum   | Locale Espresso | Jukjeon K233  |